# Buck (cocktail)
Pour les articles homonymes, voir Buck.
Un buck est un cocktail composé de ginger ale ou de bière de gingembre, de jus d'agrumes et de Gin ou tout autre liqueur. Les cocktails sont parfois appelés mules ressemblant au cocktail Moscow mule.